# Wilhelm Briemann
Wilhelm Briemann (* 22. Juni 1873 in Eutenhausen (Markt Rettenbach); † 19. Januar 1947 in München) war ein deutscher politischer Aktivist der frühen NSDAP, in der er u. a. als stellvertretender Schatzmeister und Parteisekretär fungierte.

## Leben und Tätigkeit

### Frühes Leben
Briemann wurde als außereheliches Kind in Eutenhausen geboren. Er lebte später als Kaufmann in München. In den Jahren vor dem Ersten Weltkrieg fiel er erstmals öffentlich auf, durch seine Tätigkeit in der Krausgesellschaft, einer Vereinigung des Reformkatholizismus, die um Gelder zur Unterstützung katholischer Priester warb, die sich gegen den zu dieser Zeit in der Kirche geforderten antimodernen Eid wandten.
Von April 1917 bis August 1918 nahm Briemann im Landsturm am Ersten Weltkrieg teil.

### Betätigung in der frühen NSDAP (1920 bis 1923)
1920 wurde Briemann durch Theodor Körner Adolf Hitler vorgestellt. Am 17. August 1920 trat er als eines der frühesten Mitglieder überhaupt in die NSDAP ein (Mitgliedsnummer 1.815). Vom 30. Januar 1922 bis zum 29. Januar 1923 amtierte Briemann als 2. Kassierer („2. Kassier“) der Partei. 1. Kassierer war Johann Singer. In dieser Stellung gehörte er zum Vorstand der Partei.
Ab 1921 betätigte Briemann sich in der SA, in der er führende Aufgaben, wie die Leitung des Saalschutzes in Parteiversammlungen im Hofbräuhaus, im Circus Krone und an anderen Orten, übernahm.
Als ein Vertrauensmann Hitlers erledigte Briemann in den Jahren 1921 bis 1923 diverse Geheimaufträge: So nutzte er Geschäftsreisen, um Propagandamaterial der NSDAP im Land zu verbreiten und um unauffällig als Kurier der Parteileitung sensible Botschaften an Parteifunktionäre und Gesinnungsfreunde zuzustellen. Briemanns Wohnung in der Thalkirchner Straße 7/4 diente nach der Aushebung der Geschäftsstelle der NSDAP in der Corneliusstraße zeitweise als Ausweichstelle der Parteigeschäftsführung. Außerdem wohnten verschiedene Persönlichkeiten der rechten Szene wie Hermann Kriebel, Weber, Hermann Ehrhardt und Hitler bei Briemanns Familie, wenn sie polizeilich gesucht wurden. Briemanns Ehefrau genoss ebenfalls eine besondere Vertrauensstellung, so dass sie für Kurierdienste und als Mittelperson für den Briefverkehr mit den Attentätern auf den ehemaligen Reichsfinanzminister Matthias Erzberger eingesetzt wurde. Briemann selbst gewährte um 1921/1922 verschiedenen von den Behörden wegen ihrer Verwicklung in Femetaten gesuchten Personen Unterschlupf in seinem Haus.
Vom 29. Januar 1923 bis zur zwangsweisen Auflösung der Partei im November 1923 amtierte Briemann als Parteisekretär der NSDAP. Derek Hastings zufolge handelte es sich bei der Parteisekretärsstellung um eine „zentrale Führungsposition“ (central leadership position) innerhalb des Parteiapparates.
Im Herbst 1922 gründete Briemann die Stuttgarter SA. In der Münchener SA stand Briemann dem Kommandeur der SA Hans Ulrich Klintzsch und dann Klintzschs Nachfolger Hermann Göring „zur besonderen Verfügung“. In seiner Stellung als Adlatus von Göring nahm Briemann als Ordonnanz von Göring am gescheiterten Hitlerputsch vom 8./9. November 1923 teil. Am Morgen des 9. November erhielt er einen Sonderauftrag zur Waffenbeschaffung.
Während Briemanns Sohn aufgrund seiner Putschteilnahme wegen Beihilfe zum Hochverrat vor dem Münchener Volksgericht angeklagt wurde, blieb Briemann unbehelligt. Während des Verbots der NSDAP von 1923 bis 1925 gehörte er dem Frontkriegerbund an, in dem sich viele ehemalige Parteianhänger sammelten.

### Späteres Leben
Der im Frühjahr 1925 neu gegründeten NSDAP trat Briemann zum 17. Juni 1925 bei (Mitgliedsnummer 10.024). Aufgrund seiner geschäftlichen Vereinnahmung übernahm er keine Parteiämter und trat nicht öffentlich hervor.
1932 wurde Briemann auch erneut Mitglied der SA. Nach 1933 erhielt er als Teilnehmer des Hitlerputsches den Blutorden der Partei (Blutorden Nr. 128). Zu seinem 70. Geburtstag erschien 1943 eine kurze Meldung im Völkischen Beobachter.

## Ehe und Familie
Briemann war zweimal verheiratet. Die Ehe wurde am 9. Juni 1896 in München mit Martha Hedwig Muschke (* 1. Januar 1870 in Arnstadt) geschlossen und am 14. November 1914 durch Urteil des Landgerichts München geschieden. Aus dieser Ehe gingen der Sohn Wilhelm (* 3. März 1899 in München) und die Töchter Else (* 9. April 1893 in Leipzig), Martha (* 16. August 1903) und Erna (* 19. Mai 1907 in München) hervor.
Der Sohn Wilhelm Briemann junior gehörte 1923 dem Stoßtrupp Hitler an, mit dem er am gescheiterten Hitlerputsch teilnahm. 1924 wurde er im „kleinen“ Hitler-Putschprozess zu einer kurzen Festungshaftstrafe verurteilt, die er zusammen mit Hitler und anderen auf der Festung Landsberg verbüßte. 1925 trat er ebenfalls der NSDAP wieder bei (Mitgliedsnummer 10.025; Blutorden Nr. 474) trat in dieser aber ebenfalls nicht wieder hervor. Briemann junior ist in den Münchener Adressbüchern der 1950er und 1960er Jahre als Verlagsvertreter verzeichnet. Er starb am 2. Februar 1983 in München.
In zweiter Ehe war Briemann seit dem 4. Oktober 1916 verheiratet mit Bertra Kraußer (* 17. Februar 1884 in München; † 17. August 1964 ebenda).